# Marta Lužová-Hejmová
Marta Lužová-Hejmová (* 27. června 1947 Zlín) je bývalá československá reprezentantka ve stolním tenisu, dvojnásobná mistryně Evropy, juniorská mistryně Evropy a mistryně sportu. V roce 2015 byla zařazena do síně slávy českého stolního tenisu. Spolu se svým čerstvým manželem a ledním hokejistou Petrem Hejmou emigrovala v roce 1968 do Německa. Její syn Petr Hejma je německý hokejista a právník. Mladší syn Martin rovněž studoval práva a hraje tenis.